# Pontema
Pontema eller Pontemanjärvi är en sjö i Finland. Den ligger i kommunen Utajärvi i landskapet Norra Österbotten, i den centrala delen av landet, 500 km norr om huvudstaden Helsingfors. Pontema ligger 137,3 meter över havet. Arean är 2,11 kvadratkilometer och strandlinjen är 7,51 kilometer lång. Sjön  ingår i Uleälvens huvudavrinningsområde. 